# Betreuung (Kirche Jesu Christi der Heiligen der Letzten Tage)
Die Betreuung (englisch Ministering) ist ein Programm der Kirche Jesu Christi der Heiligen der Letzten Tage, bei dem die Mitglieder der Kirche in ihrem Haus besucht werden und dort belehrt werden. Vor dem 1. April 2018 wurde dieses Programm auch Heimlehre genannt.
Das Programm wurde auch „Besuchslehre“ genannt, wenn es von Mitgliedern der Frauenhilfsvereinigung durchgeführt wurde. Die zwei Programme, die es davor gab, waren dazu gedacht, die Familien zusätzlich in ihrem eigenen Haus mit spirituellen Anweisungen zu versorgen. Das jetzige zusammengeführte Programm legt mehr Bedeutung auf das Dienen statt auf die Unterweisung. Es legt mehr Wert auf Wege wie dem zugeteilten Mitglied geholfen werden kann und ihm Freundschaft entgegengebracht werden kann.

## Geschichte
Das Programm der Heimlehre wurde von Harold B. Lee in der Kirche eingeführt. Dieses Programm war ein Teil des Priestertums und begann am 1. Januar 1964. Davor wurden den Gemeindelehrern ähnliche Aufgaben zugeteilt. Der Auftrag des Komitees war, den Lehrplan der Kirche zu vereinfachen. Jedoch nutzte Lee dies für weitergehende Veränderungen. Drei Tage bevor Lee seine Rede auf der Generalkonferenz hielt, bei der er das Heimlehrprogramm vorstellte, wurde er von Henry D. Moyle bei einem Treffen der Ersten Präsidentschaft darauf Aufmerksam gemacht, dass er seine Grenzen überschritten hatte, da er der Präsidierenden Bischofschaft Aufgaben abnahm, für die diese zuständig waren. Obwohl der Präsident der Kirche, David O. McKay, wahrscheinlich Moyle zustimmte, stoppte er Lee nicht.
Im Mai 1963 wurde ein Komitee zur Durchführung des Heimlehrprogrammes aufgestellt, das die Gemeinden besuchte und für das Programm warb. Vorsitzender wurde Marion G. Romney. Thomas S. Monson war ein Mitglied des Komitees für fünf Monate, bevor er Apostel wurde.
Während der Generalkonferenz vom April 2018 gab Russell M. Nelson bekannt, dass die Programme des Heim- und Besuchslehrens verbunden werden und den gemeinsamen Namen der Betreuung bekommen.

## Auftrag und Verantwortung
Die Ältesten einer Gemeinde entscheiden welche Träger des Priestertums für eine Familie verantwortlich sind und ihnen dienen. Dies sind in der Regel zwei Träger des Priestertums. Ein Junger der innerhalb des Priestertums einen niedrigen Status hat und ein Erfahrener, der Mitglied eines Quorums ist.
Die Frauenhilfsvereinigung stellt auch Mitglieder für diese Aufgabe zur Verfügung. Es ist meistens eine Erfahrene Frau und eine Frau der Organisation der jungen Damen. Sie kümmern sich um die Frauen innerhalb einer Familie.
Manchmal kommt es vor, dass das Priestertums und die Frauenhilfsvereinigung zusammenarbeiten. Sie schickten dann einen Träger des Priestertums und seine Ehefrau zu einer bestimmten Familie. Alle Aufträge werden vom Bischof der Gemeinde abgesegnet.
Wenn es der Missionspräsident erlaubt, dürfen sogar die Missionare für solche Aufgaben herangezogen werden.

## Weitere Literatur

### Englisch
- Rex A. Anderson: A Documentary History of the Lord's Way of Watching Over the Church By the Priesthood Through the Ages. Brigham Young University, Provo, Utah August 1974 (byu.edu).
- William G. Hartley: Ordained and Acting Teachers in the Lesser Priesthood, 1851-1883. Brigham Young University, Provo, Utah 1976 (byu.edu).
- William G. Hartley: Encyclopedia of Latter-day Saint History. Deseret Book, Salt Lake City 2000, ISBN 978-1-60908-684-8, S. 508–09.
- Vernon L. Israelsen: Changes in the Numbers and the Priesthood Affiliation of the Men Used as Ward Teachers in The Church of Jesus Christ of Latter-day Saints, 1908-1922. Brigham Young University, Provo, Utah 1975.
- Gary L. Phelps: Home Teaching—Attempts By the Latter-day Saints to Establish an Effective Program During the Nineteenth Century. Brigham Young University, Provo, Utah August 1975 (byu.edu).

### Deutsch
- Besuchslehren der Enzyklopädie des Mormonismus
- Dienst am Nächsten  der Enzyklopädie des Mormonismus